# Philautus similipalensis
Philautus similipalensis är en groddjursart som beskrevs av Sushill K. Dutta 2003. Philautus similipalensis ingår i släktet Philautus och familjen trädgrodor. IUCN kategoriserar arten globalt som otillräckligt studerad. Inga underarter finns listade i Catalogue of Life.